# Metahydnobius hybridiformis
Metahydnobius hybridiformis – gatunek chrząszcza z rodziny grzybinkowatych i podrodziny Leiodinae.
Gatunek ten opisany został po raz pierwszy w 1964 roku przez Josefa Hlisnikovskiego na łamach „Annales Historico-Naturales Musei Nationalis Hungarici”.
Chrząszcz o ciele długości około 2,2 mm. Ubarwienie różni się od tego u podobnego M. forticornis czarnymi buławkami czułków. Przedplecze największą szerokość osiąga w połowie długości. Pokrywy mają poprzecznie porysowaną powierzchnię. Wysokie, zaostrzone, podłużne, w widoku bocznym kanciasto zagięte żeberko biegnie środkiem śródpiersia. Powierzchnia śródpiersia pomiędzy tym żeberkiem a miejscami w które wchodzą przednie biodra jest wgłębiona. Odnóża wszystkich par u obu płci mają pięcioczłonowe stopy o członie drugim co najwyżej tak długim jak pierwszy. Genitalia samca charakteryzują się paramerami wyraźnie krótszymi niż płat środkowy edeagusa.
Owad neotropikalny, endemiczny dla Argentyny.